# 권이지 (배우)
권이지(1975년 7월 29일 ~ )는 대한민국의 배우이다. 1994년 연극배우 첫 데뷔한 그녀는 1997년 KBS 19기 슈퍼 탤런트로 정식 데뷔하였다.

## 학력
- 서울신학대학교 유아교육과 학사 졸업

## 출연작

### 드라마
- 1997년 KBS1 청소년드라마 《신세대 보고 어른들은 몰라요 - 우리 생애 최고의 수학여행》
- 1997년 KBS2 미니시리즈 《스타》 ... 채은영 역
- 1997년 KBS1 농촌드라마 《대추나무 사랑걸렸네》
- 1997년 KBS1 TV소설 《모정의 강》
- 1997년 KBS1 일일연속극 《정 때문에》
- 1997년 SBS 일일연속극 《지평선 너머》 ... 지수정 역
- 1997년 KBS2 미니시리즈 《완벽한 남자를 만나는 방법》
- 1997년 KBS2 주말연속극 《웨딩드레스》
- 1998년 KBS2 월화드라마 《맨발의 청춘》
- 1998년 KBS1 TV소설 《너와 나의 노래》
- 1998년 KBS1 대하드라마 《왕과 비》
- 1998년 KBS2 미니시리즈 《킬리만자로의 표범》 ... 주희 역
- 1998년 KBS2 아침드라마 《바람처럼 파도처럼》
- 1998년 KBS2 미니시리즈 《순수》 ... 이서희 역
- 1998년 MBC 토요시트콤 《아니 벌써》 ... 노배숙 역
- 1999년 SBS 주말극장 《젊은 태양》 ... 나진주 역
- 1999년 SBS 아침연속극 《지금은 사랑할 때》
- 1999년 MBC 일일시트콤 《남자 셋 여자 셋》 ... 김정민의 여자친구 송미래 역
- 1999년 MBC 농촌드라마 《전원일기》
- 1999년 MBC 주간시트콤 《여자 대 여자》 ... 한지혜 역
- 1999년 SBS 일요시트콤 《LA아리랑》
- 1999년 KBS2 단막극 《일요베스트 - 세리가 돌아왔다》 ... 나미 역
- 1999년 KBS2 미니시리즈 《초대》
- 1999년 KBS1 TV소설 《누나의 거울》 ... 조인주 역
- 2000년 KBS2 단막극 《드라마시티 - 누가 백만장자와 결혼하는가》
- 2000년 MBC 청춘시트콤 《가문의 영광》
- 2001년 MBC 주간시트콤 《세 친구》 ... 윤다훈이 정웅인한테 소개해 준 여자 권이지 역으로 카메오 단역
- 2001년 SBS 청춘시트콤 《골뱅이》
- 2001년 MBC 일일연속극 《결혼의 법칙》 ... 이세미 역
- 2001년 KBS1 일일연속극 《우리가 남인가요》 ... 송미숙 역
- 2001년 KBS2 대하드라마 《명성황후》 ... 상궁 역
- 2002년 KBS2 단막극 《드라마시티 - 엽기적인 남자의 스캔들》
- 2002년 KBS2 단막극 《드라마시티 - 금지된 사랑》 ... 현선 역
- 2003년 KBS2 단막극 《드라마시티 - 결혼할까요?》 ... 양숙 역
- 2003년 KBS1 대하드라마 《무인시대》 ... 오랑 역
- 2006년 KBS1 대하드라마 《서울 1945》 ... 드레스샵 주인 역

### 영화
- 2004년 《내 머리 속의 지우개》 ... (우정출연)

### 예능
- KBS2 가족오락관 - 1997년 11월 19일 출연
- SBS 도전 1000곡 - 2004년 5월 16일 출연

### 광고
- 1997년 유니코스 일렘 바하 리프팅 세럼
- 1999년 신영와코루 비너스 바스트체인지브라
- 2003년 남양유업 스텝 그래뉼생

## 수상
- 1997년 KBS 슈퍼탤런트 동상

## 방송
- 1999년 MBC 《섹션TV 연예통신》
- 1999년 MBC 《테마게임 - 과거》